# St Clement (Cornouailles)
St Clement est une paroisse civile et un village des Cornouailles, en Angleterre.